# Болезнь Потта
Болезнь Потта — туберкулёз позвоночника, обычно обусловленный гематогенным распространением из других мест, часто из легких. Чаще всего поражаются нижние грудные и верхние поясничные отделы позвоночника.
Это вызывает своего рода туберкулёзный артрит межпозвоночных суставов. Инфекция может распространяться с двух соседних позвонков в прилегающее пространство межпозвоночного диска. Если поражён только один позвонок, диск в норме, но если поражены два диска, которые являются аваскулярными, то он не может получать питательные вещества и разрушается. В процессе, называемом казеозным некрозом, ткань диска отмирает, что приводит к сужению (стенозу) позвоночного канала и в конечном счете — к коллапсу позвонков и повреждению позвоночника.

## Профилактика
Контроль за распространением туберкулёзной инфекции может предотвратить туберкулёзный спондилит и артрит. Пациенты, у которых положительный тест на PPD, могут снизить свой риск, правильно принимая лекарства для профилактики туберкулёза. Чтобы эффективно лечить туберкулёз, пациенты должны принимать лекарства точно так, как предписано.

## Руководство
- Противотуберкулёзные препараты.
- Анальгетики.
- Иммобилизация области позвоночника с использованием различных типов скоб и ошейников.
- Может потребоваться хирургическое вмешательство, особенно для дренирования абсцессов позвоночника или для полного удаления костных повреждений либо для стабилизации позвоночника. В обзоре 2007 года было обнаружено всего два рандомизированных клинических исследования с последующим наблюдением на протяжении не менее одного года, в которых сравнивалась химиотерапия плюс хирургическое вмешательство с одной только химиотерапией для лечения людей с диагнозом «активный туберкулез позвоночника». Как таковых высококачественных доказательств не существует, но результаты этого исследования показывают, что хирургическое вмешательство не следует рекомендовать регулярно, и клиницисты должны выборочно судить и решать, каких пациентов оперировать[2].